# ظهرة الشيخ (القفر)

تعديل مصدري - تعديل

ظهرة الشيخ محلة تابعة لقرية ظهي، التابعة لعزلة حمير بمديرية القفر إحدى مديريات محافظة إب في الجمهورية اليمنية، بلغ تعداد سكانها 71 حسب تعداد اليمن لعام 2004.